# Longman African classics
Longman African classics ist eine englischsprachige literarische Buchreihe mit „afrikanischen Klassikern“, d. h. wichtigen Werken der afrikanischen Literatur, die im Verlag Longman in Harlow, Essex, in England erscheint, einige Bände auch anderswo in anderen Verlagen in Nachdrucken. Die Bände erschienen in loser Folge und sind nicht nummeriert.

## Bände
Die folgende Übersicht erhebt keinen Anspruch auf Aktualität oder Vollständigkeit:
- Zaynab Alkali: The stillborn. 1990.
- Njabulo S. Ndebele: Fools and other stories. London : Readers International, repr 1994, 1985.
- Mariama Bâ: Scarlet song. Harlow, Essex, England: Longman, 1986.
- David Mulwa: Master and servant. Harlow : Longman, 1987
- Aminata Sow Fall: The beggars' strike, or, The dregs of society. Harlow, Essex : Longman, 1991, ©1986.
- Isidore Okpewho: The last duty. Harlow u. a. : Longman, 1988.
- Efua T. Sutherland: Marriage of Anansewa ;Edufa. Harlow : Pearson : Longman, 2004
- Miriam Tlali: Muriel at metropolitan. Harlow : Longman, 1989.
- Isidore Okpewho: The victims. Harlow u. a. : Longman, 1990.
- James Matthews: The park and other stories. Essex : Longman, 1989.
- Djibril Tamsir Niane: Sundiata : an epic of old Mali. Harlow, Essex : Longman Group, 1992, 1986.
- Solomon Tshekisho Plaatje; Brian Willan: Native life in South Africa. Harlow Longman 1989
- Meja Mwangi: The cockroach dance. Kenya : Longhorn, 1995.
- Amadou-Koumba; Dorothy S. Blair; Birago Diop: Tales of Amadou Koumba. Harlow : Longman, 1988.
- Efua T. Sutherland: The marriage of Anansewa. Burnt Mill, Harlow : Longman, 1989.
- Ama Ata Aidoo: Two plays. Harlow, Essex Longman 1987
- Olaudah Equiano; Paul Geoffrey Edwards: The life of Olaudah Equiano. Harlow : Longman, 1989.
- Miriam Tlali: Muriel at Metropolitan. Harlow Longman 1987
- Mbulelo Vizikhungo Mzamane: Hungry flames : and other black South African short stories. Harlow : Longman, 1994, 1986 printing.
- Ama Ata Aidoo: Our sister Killjoy : or reflections from a Black-eyed squint. Harlow : Longman, 2000.
- Ben Okri: Flowers and shadows. Harlow : Longman, 1992, ©1980.
- Ama Ata Aidoo: The dilemma of a ghost. Anowa : two plays. Harlow : Longman, 1993.
- Mbulelo Vizikhungo Mzamane: The children of Soweto : a trilogy. Harlow : Longman, 1992
- Efua Theodora Sutherland: Two plays ; The marriage of Anansewa ; Edufa. Harlow : Longman, 1989.
- Ama Ata Aidoo: No sweetness here. Harlow (GB) : Longman, 1993.
- Efua Theodora Sutherland: The marriage of Anansewa : two plays. London Longman 1987
- Ama Ata Aidoo: The dilemma of a ghost : two plays. Harlow : Longman, 1989.
- Ama Ata Aidoo: Our sister Killjoy. Longman, 1988.
- Ben Okri: Flowers and shadows. Harlow, Essex Longman 1992
- Efua Theodora Sutherland: Two plays. Harlow : Longman, 1987.
- Isidore Okpewho: The last duty. Harlow : Longman, 1989.
- Christina Ama Ata Aidoo: No sweetness here. Harlow, Essex : Longman, 1989, c 1970.
- Festus Iyayi: Violence. Harlow, Essex [u. a.] Longman 1987
- Wilson Katiyo: A son of the soil. Harlow : Longman, 1989.
- Miriam Masoli Tlali: Muriel at Metropolitan. Harlow : Longman, 1993.
- David Mulwa: Master and servant. Harlow, Essex Longman 1989
- Ama Ata Aidoo: No sweetness here. Harlow, Essex Longman 1989
- Isidore Okpewho: The last duty. Harlow, Essex Longman 1989
- Mtutuzeli Matshoba: Call me not a man. Harlow Longman 1989